# 天主教伊西奧洛宗座代牧區
天主教伊西奧洛宗座代牧區（拉丁語：Vicariatus Apostolicus Isiolanus）是肯亞一個羅馬天主教宗座代牧區，直屬聖座。
代牧區成立於1995年12月5日，位於伊西奧洛區。2010年有教友635,600人、十二個堂區、廿三名司鐸。現任宗座代牧為安多尼·伊雷里·穆科博。